# GAC GE3
GAC GE3 — субкомпактный электромобиль-кроссовер на базе GAC GS3, выпускавшийся компанией GAC Group под брендом Trumpchi с 2017 по 2020 год.

## Описание
Автомобиль GAC GE3 оснащается электродвигателем мощностью 177 л. с. Максимальная скорость составляет 156 км/ч, а запас хода около 300 км. Цена варьируется от 212 800 до 245 800 юаней.
Также существует модификация GE3 530 с аккумулятором напряжением 54,75 кВт*ч и запасом хода 410 км по циклу NEDC. С 2018 года автомобиль выпускается компанией Mitsubishi.

## Галерея

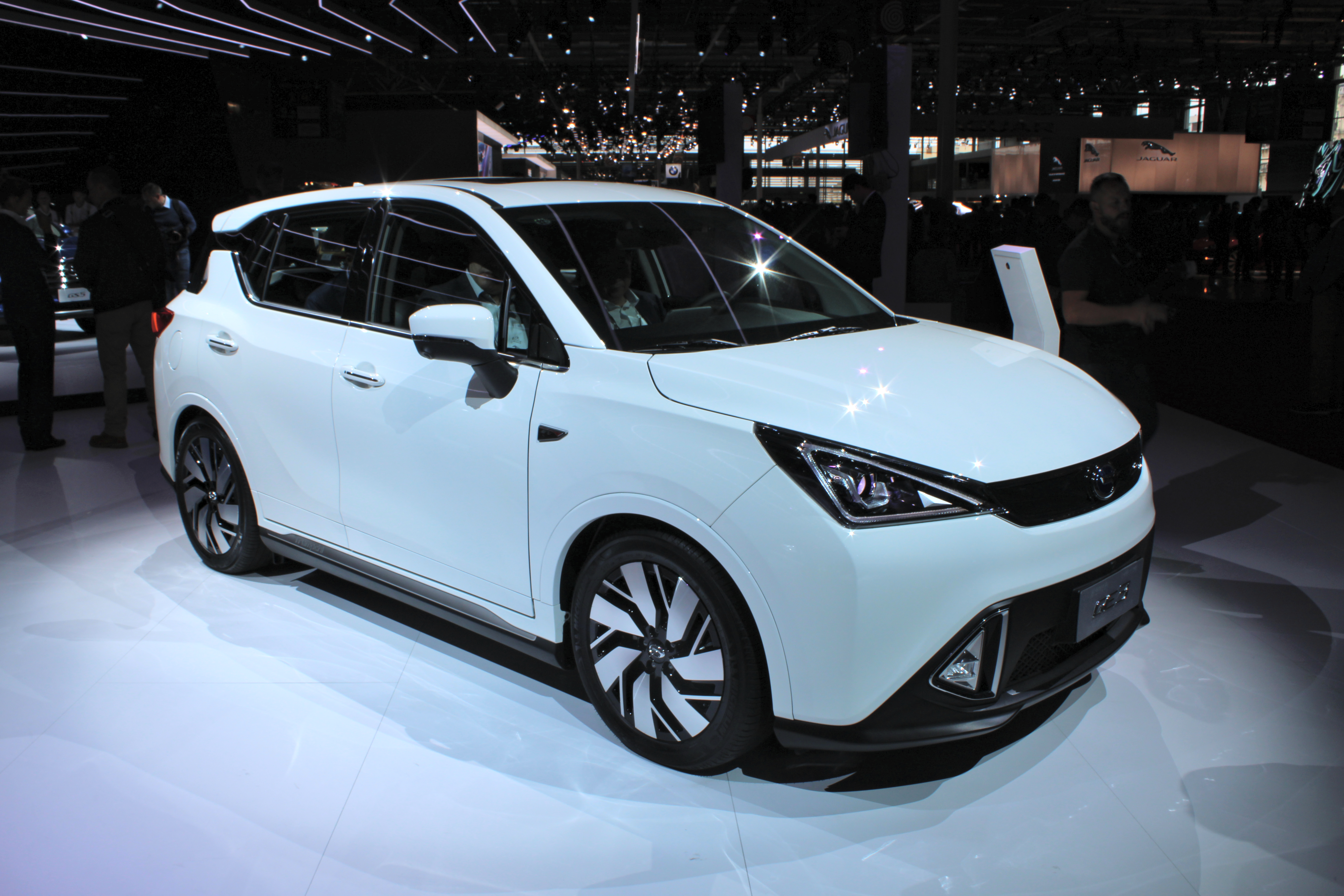
Вид спереди
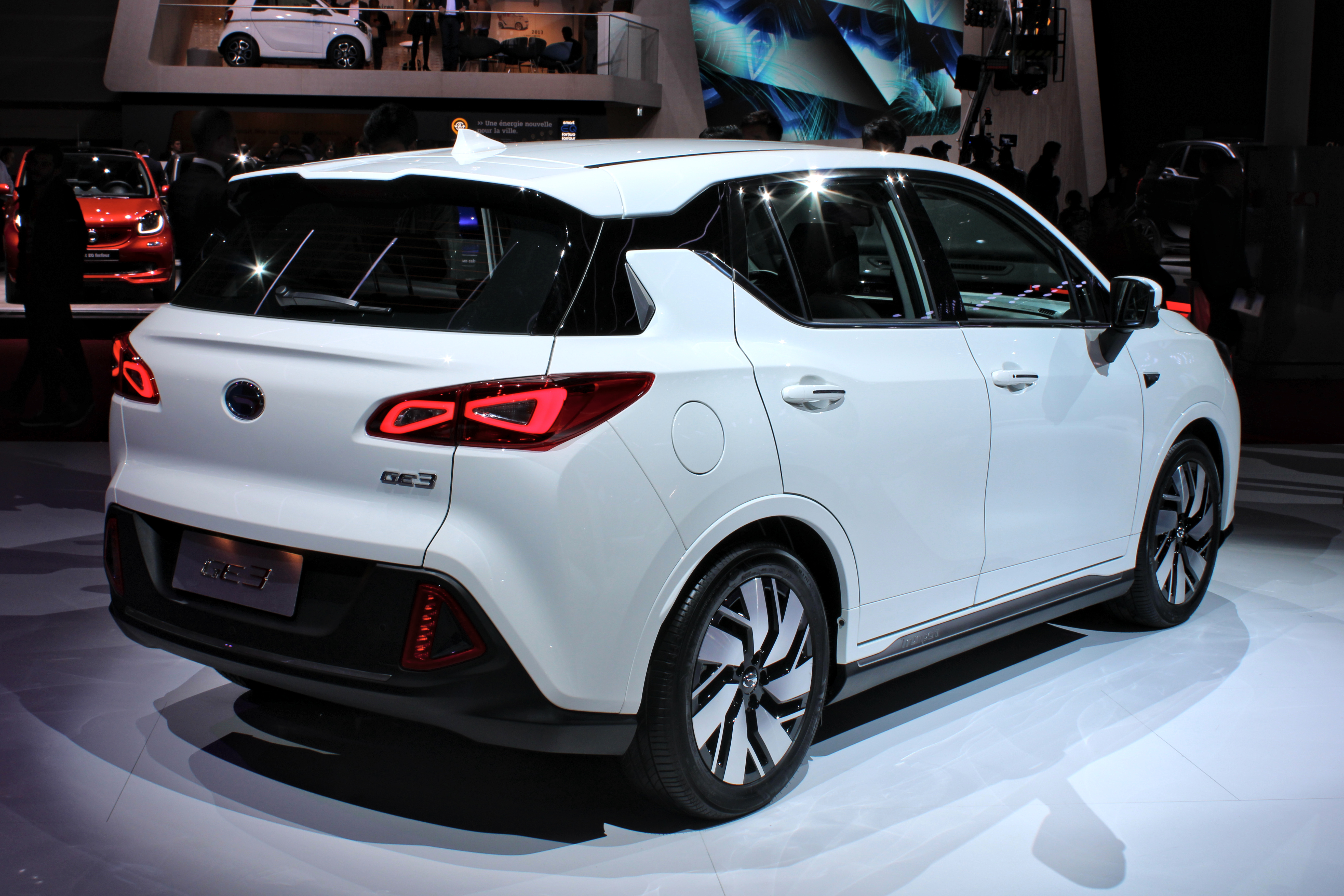
Вид сзади
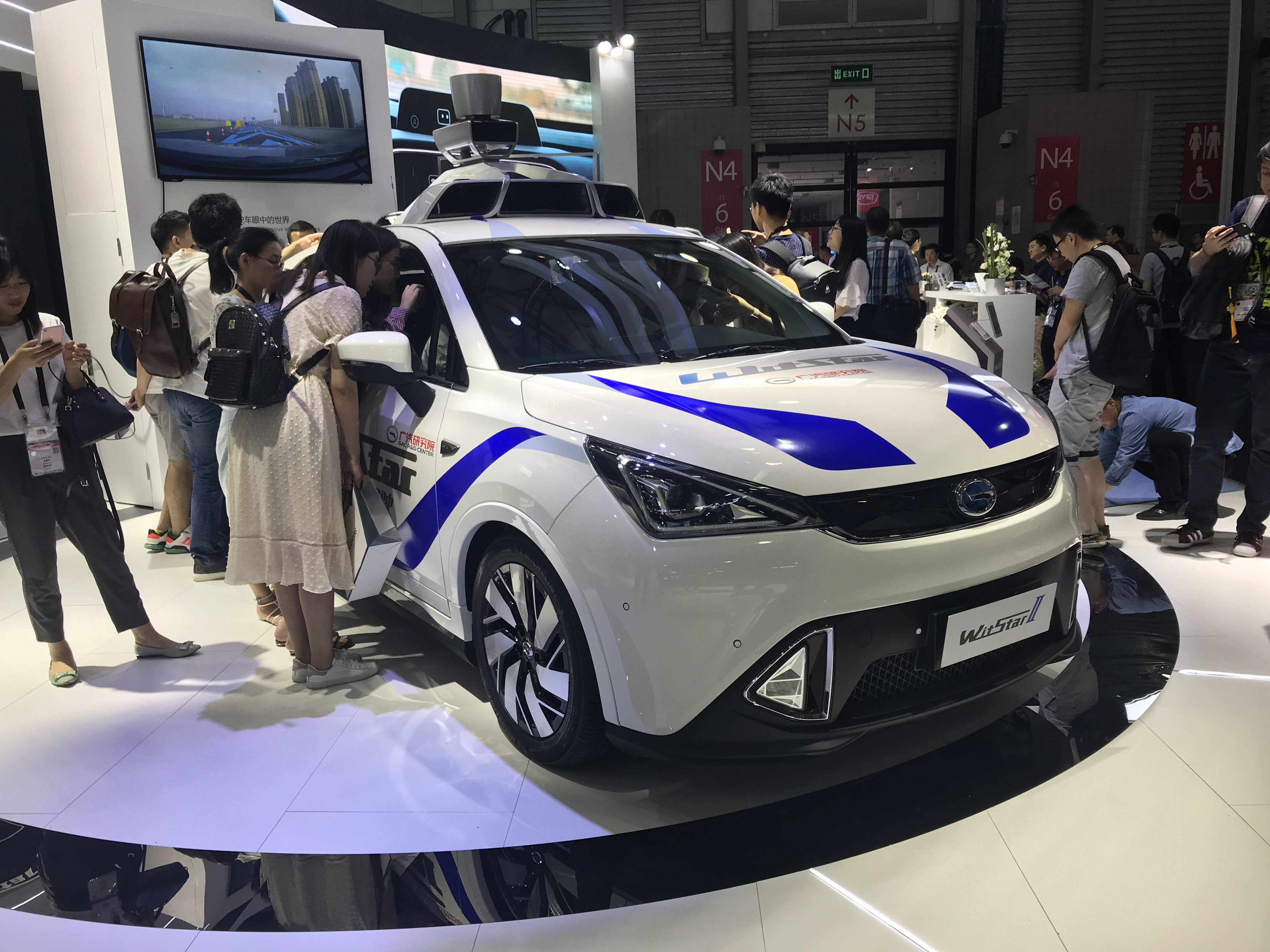
Прототип беспилотного автомобиля
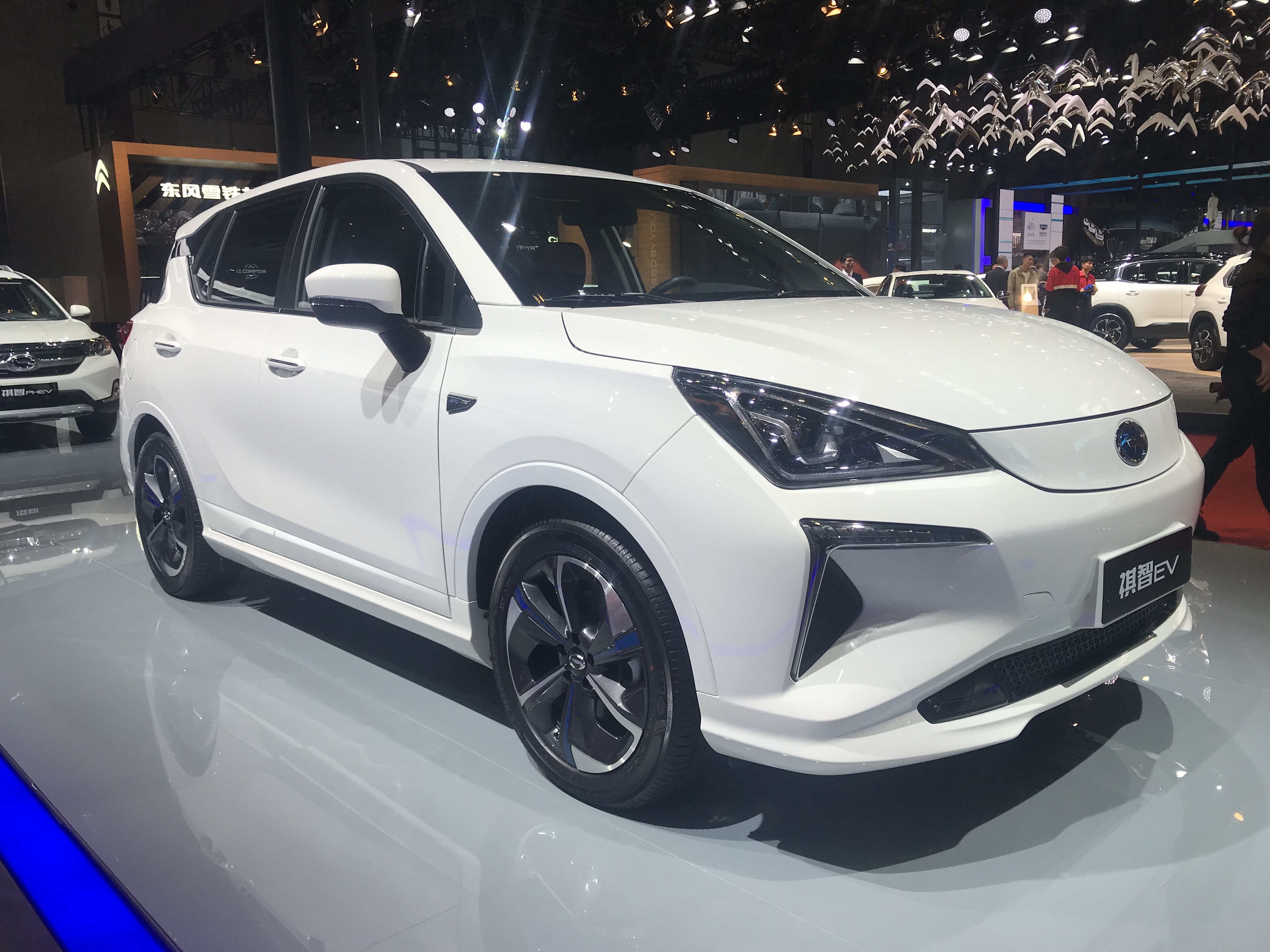
GAC-Mitsubishi E-More

## В России
С 29 августа по 9 сентября 2018 года на Московском автосалоне проходила выставка в московском экспоцентре «Крокус-Экспо». В этот период китайская компания GAC Group анонсировала кроссоверы GAC GE3, GAC GS4 и GAC GS8 и другие модели.